# Santa Cruz, Laguna
Santa Cruz là một đô thị cấp 1 ở tỉnh Laguna, Philippines. Đây là thủ phủ của tỉnh Laguna. Theo điều tra dân số năm 2007 của Philipin, đô thị này có dân số 101.914 người.

## Các đơn vị hành chính
Santa Cruz được chia ra 26 barangay.
| - Alipit - Bagumbayan - Bubukal - Callios - Duhat - Gatid - Jasaan - Labuin - Malinao - Oogong - Pagsawitan - Palasan - Patimbao | - Barangay I - Barangay II - Barangay III - Barangay IV - Barangay V - San Jose - San Juan - San Pablo Norte - San Pablo Sur - Santisima Cruz - Santo Angel Central - Santo Angel Norte - Santo Angel Sur |